# Ethionamid
Ethionamid ist ein Antibiotikum, das strukturell zu den Thionamiden zählt. Es wird zur Behandlung von multiresistenten Tuberkulose-Erregern eingesetzt. Es ist ein Wirkstoff der zweiten Wahl, die Anwendung erfolgt nur in Kombination mit anderen Antituberkulotika, da es bei alleiniger Gabe rasch zu Resistenzen kommt. Ethionamid wird von der Weltgesundheitsorganisation als unentbehrliches Arzneimittel geführt.

## Pharmakodynamik

### Wirkmechanismus
Der Wirkmechanismus ist nicht gänzlich geklärt, Ethionamid scheint als Bakteriostatikum die Synthese von Mykolsäuren, Bestandteil der Bakterienwand, zu hemmen. Bei alleiniger Anwendung entwickeln sich rasch Resistenzen, wobei auch eine volle Kreuzresistenz gegen Protionamid (ebenfalls auf der Gruppe der Thionamide) entsteht.

### Nebenwirkungen
Häufige Nebenwirkungen sind gastrointestinale Beschwerden (Durchfall, Bauchschmerz, Speichelfluss, Übelkeit, Erbrechen, Appetitlosigkeit), die dosisabhängig auftreten. Gelegentlich treten allergische Reaktionen, Nervenschäden, reversible Hepatitiden, Gynäkomastie, Menstruationsstörungen, Gelenkschmerzen, Verminderung der Leukozyten oder der Schilddrüsenunterfunktion (Hypothyreose) auf.

## Pharmakokinetik
Die Bioverfügbarkeit nach der peroralen Einnahme als Tablette beträgt 100 %, kann jedoch durch Störungen der Verdauungsfunktion, die als Nebenwirkung auftreten können, eingeschränkt sein. Die Verteilung erfolgt rasch, die Substanz überwindet auch die Blut-Hirn-Schranke. Der Abbau erfolgt über die Leber in einen aktiven Sulfoxid-Metaboliten und andere, nicht aktive Abbauprodukte.

## Gegenanzeigen
Ethionamid hat im Tiermodell eine teratogene (fruchtschädigende) Wirkung gezeigt und sollte nicht in Schwangerschaft und Stillzeit eingesetzt werden. Weitere Kontraindikationen sind Porphyrien und schwere Lebererkrankungen. Eine Niereninsuffizienz hat hingegen kaum Auswirkungen auf den Wirkstoffabbau.

## Handelsnamen
Trecator (USA u. a.), Ethatyl, Ethide, Eton, Etyomid, Myobid (weitere internationale Produktnamen, nicht in D erhältlich.)